# Darren Boyd
Darren John Boyd (Hastings, 30 gennaio 1971) è un attore britannico.

## Carriera
Boyd è nato a Hastings, nel Sussex. Iniziò a recitare all'età di 16 anni, in produzioni teatrali locali.
Dal 1998 fino al 2000 recitò nella commedia della BBC Kiss Me Kate, nel ruolo di Craig Chapman. Ciò ha portato a ruoli da protagonista in commedie britanniche come Hippies e Smack the Pony con Simon Pegg.
Boyd ha interpretato Bib nella serie della BBC Whites e ha recitato nel film drammatico della stessa produzione Dirk Gently, interpretando il socio in affari del protagonista, Richard MacDuff. Nel 2011 la BBC annunciò che Boyd avrebbe interpretato John Cleese nel film Holy Flying Circus, una drammatizzazione di 90 minuti della controversia sorta quando il film del 1979 Brian di Nazareth fu distribuito.
Nel 2020 veste i panni di Dave Minty nella serie The Salisbury Poisonings e nel 2021 recita nelle serie The Outlaws con Christopher Walken.

## Filmografia parziale

### Cinema
- High Heels and Low Lifes, regia di Mel Smith (2001)
- Imagine Me & You, regia di Ol Parker (2005)
- Four Lions, regia di Chris Morris (2010)
- La fine del mondo (The World's End), regia di Edgar Wright (2013)
- Bridget Jones's Baby, regia di Sharon Maguire (2016)
- La vita straordinaria di David Copperfield (The Personal History of David Copperfield), regia di Armando Iannucci (2019)

### Televisione
- Kiss Me Kate – serie TV, 22 episodi (1998-2000)
- Smack the Pony – serie TV, 21 episodi (1999-2003)
- Hippies – serie TV, 6 episodi (1999)
- Watching Ellie – serie TV, 16 episodi (2002-2003)
- Green Wing – serie TV, 5 episodi (2006)
- Little Dorrit – serie TV, 4 episodi (2008)
- Whites – serie TV, 6 episodi (2010)
- Dirk Gently – serie TV, 4 episodi (2010-2012)
- Spy – serie TV, 17 episodi (2011-2012)
- Fortitude – serie TV, 19 episodi (2015-2018)
- The Delivery Man – serie TV, 6 episodi (2015)
- Luther – serie TV, un episodio (2015)
- Stan Lee's Lucky Man – serie TV, 27 episodi (2016-2018)
- Killing Eve – serie TV, 4 episodi (2018)
- Flack – serie TV, un episodio (2019)
- Trying – serie TV, 23 episodi (2020-In corso)
- The Salisbury Poisonings – serie TV, 3 episodi (2020)

## Doppiatori italiani
Nelle versioni in italiano delle opere in cui ha recitato, Darren Boyd è stato doppiato da:
- Francesco Meoni in Killing Eve, Soulmates
- Francesco Bulckaen in Imagine Me & You
- Marco Baroni in La fine del mondo
- Fabrizio Pucci in Luther
- Paolo Maria Scalondro in Trying